# Жереб (фільм,2009)
«Жереб» — фільм 2009 року.

## Зміст
Шестеро героїв приходять до тями у незрозумілому місці. Вони не розуміють як сюди потрапили і що це все означає. Та невдовзі з ними зв'язується незнайомець і починає грати у моторошну гру. В'язні дізнаються непривабливі подробиці з життя кожного й усвідомлюють, що всі вони опинилися у камерах не випадково, а через певний зв'язок між ними.